# K3 기관총

K3 기관총은 5.56 × 45 mm NATO 탄을 사용하는 경기관총이자 분대지원화기이다.
M249를 바탕으로 제작된 기관총으로 대한민국 군대에는 1984년 부터 본격적으로 개발하여 1989년부터 보급되기 시작하였고, M60 기관총과 함께 운용되고 있다. FN 미니미와 디자인이 매우 유사하며, 따라서 M60의 단점으로 지적되었던 부분들이 개선되었다. 양각대를 총열에서 분리시켜 총몸으로 이동시킴으로써 예비총열의 무게가 줄게 되었다. 또한 총열에 손잡이가 있어 교환시 석면으로 된 방열장갑이 필요하지 않다. 급탄방식은 M249와 동일한 탄띠·탄창 겸용 방식이다.
|  |
|  |

## 개발 역사

### 경기관총의 등장
|  |  |
|  |  |

세계 각국은 분대의 전력 증강을 위해 사용이 간편하고 화력이 강한 무기를 개발하고자 하였다. 특히 적의 근접지에서 적과 맞서 싸우는 지상전의 최소 단위 분대에서는 적을 제압하기 위해 강력한 화기가 필요하였고, 경기관총은 필요성에 응하여 세상에 나온 분대급 공용화기의 대명사이다. 경기관총은 기관총과 같은 연발사격능력으로 적과 지역을 제압이 가능함에도 무게가 가볍고 기동성이 우수하며 소총과 같은 탄환을 사용하여 탄약 보충이 유리한 총기를 의미한다.

### 대한민국의 경기관총, K3

#### 개발목적
|  |  |
|  |  |

대한민국 국군은 미군의 과거 경기관총인 M60을 각 분대에 보급하여 사용하였다. 1970년대 초에는 북한공산군의 73기관총 및 소련의 PK기관총과 성능이 유사한 미국의 M60을 국내에서 생산하였으나 우리나라 지형에 적합한 기관총의 개발 필요성이 대두되어 1984년부터 한국형 기관총을 독자적으로 개발, 전력화하게 되었다.
1975년 대한민국은 한국형 기관총 연구 개발사업에 착수하였고 7.62mm 기관총 개발이 목표였다. 그러나 1977년 미국의 M60 기관총을 국방부 조병창을 통해 면허생산하기로 결정하면서 이전의 한국형 기관총 연구 개발사업은 잠정 중단되었고, 이를 대체하는 것으로, 세계적으로 소총이 5.56mm 탄약을 사용하는데 이 탄약을 동일하게 사용하는 경기관총을 만들자는 취지 하에 1978년 5.56mm 분대용 경기관총 개발을 목표로 하는 연구 사업으로 전환이 되었다.

#### 개발과정[7]

K3 기관총 제작에 사용되어 양산성 향상에 도움이 된 프레스 공법(Stamping)

한국형 경기관총이라는 명제 합당하게 개발 연구가 진행되었다. 이는 곧 한국인인 병사가 취급하기 쉬워야 하고, 가벼운 중량을 갖추며, 조준의 편의성, 우수한 기능과 신뢰성, 유사 시 소총수 탄약 사용 등 세계적인 경기관총 개발 추세에 한국인의 특성을 접목하고자 하였다.
하지만 K3 경기관총 개발 당시 국내 정밀기계공업의 수준은 매우 낮았다. 당시 기술로는 시제품을 기계절삭가공을 통해 만들어야 했는데 이 때문에 시제품의 중량은 무겁고 단가가 비쌌다. 하지만 마지막 시제품을 내는 시기에는 다행히도 양산을 고려하여 간단하게 총기를 프레스 공법으로 찍어내서 만들어내는 방식으로 바뀜에 따라 무게가 가벼워지고 양산성이 좋아져 가격 또한 낮아지게 되었다.

#### 시험평가[8]
대한민국에서는 무기를 개발하게 되면 시행하는 시험평가는 체계개발단계에서 제작된 시제품에 대하여 기술상의 성능을 측정하는 시험인 기술시험평가(Development Test and Evalutation)와 기술시험평가가 끝난 후 진행하는 시제품에 대해 각종 작전환경에서 군 요구운영 능력의 충족여부를 확인하는 시험인 운용시험평가(Operational Test), 위 2가지가 있다.
이러한 시험평가를 통해 각종 기능시험 및 환경시험, 내구도시험, 신뢰성시험 등을 수행해서 설계목표성능을 충족하는지 여부를 판정하는 미국의 경기관총 시험평가절차서에서 필요한 부분만 인용한 XK3 한국형 경기관총 시험평가절차서를 작성하여 관계기관의 승인을 받는다.
K3는 시험평가를 하는 과정에서 애로사항이 발생하였다. K3가 기술시험평가를 성공리에 마친 후 군 운용능력 시험, 즉 군 요구운영 능력에 관한 시험을 육군교육사령부 주관 하에 치루게 되었다. 이 시험은 광주 사격장에서 치뤄지게 되었는데, 당시 보병학교장이 이 시험을 참관하겠다고 하였고, 이 사실을 안 시험주관장교는 이 시험의 사실상의 목적을 보병학교장에게 보여주기 식의 목적으로 바꾸면서, 시험이 엉뚱한 방향으로 흘러가게 되었다. 보병학교장이 참관하는 K3 운용능력 시험은 옆에 M60을 옆에 두고 1000발의 탄을 동시에 연속으로 발사하는 방식으로 진행되게 되었다. 보병학교장이 참관하기 전 리허설을 진행하였는데, M60은 100발 정도 발사하고 기능고장이 났고, K3는 1000발을 모두 소화해내었다. 하지만 보병학교장이 참관하는 자리에서는 M60은 100발도 못넘기고 기능고장이 났고, K3 또한 900발 정도를 발사하고 기능고장이 일어났다. K3의 기능고장의 원인은 복좌용수철의 파괴였다. 이를 직접 본 보병학교장이 있었기에 K3는 "복좌용수철 파괴된 기관총"이라는 수식어가 붙어 군에서의 채택이 어렵게 될 뻔하였다. 다행히도 채택에 반려될 뻔한 K3는 시험을 참관하고 사정을 어느정도 알고 있던 당시 보병학교장이 후에 기술 문제 브리핑 때 육군참모차장 보직을 수행하고 있어서 문제를 보완하는 방식으로 시험에 통과하게 되었다.  

### 대한민국 국군의 경기관총으로 채택
대한민국의 국방과학연구소와 대우정밀에서 1984년부터 1989년까지 개발한 K3 경기관총을 1989년부터 국군에 보급하기 시작하였다.

## 운용
|  |
|  |

대한민국 국군의 분대급 제대에서 운용하는 분대급 공용화기로서, 분대 내 속해있는 기관총을 담당하는 기관총 사수와 기관총 부사수가 운용한다.
K3 경기관총이 보급되기 전에는 분대지원화기의 존재가 사실상 없었다. M60은 다목적 기관총이었으며 10.5kg에 달하는 무게로 인하여 도수운반이 불편하여 휴대성 및 기동성이 떨어지는 단점이 있었기에, 분대급 지원화기라고 보기 어려웠다. 그런데 K3 경기관총이 보급됨에 따라 M60 기관총이 맡지 못했던 분대급 지원화기의 자리를 채울 수 있게 되었다.
경기관총이라는 이름에 걸맞게 무게가 6.86kg으로 기관총으로는 상대적으로 가벼워 한명의 병사로도 충분히 운용이 가능한 화기이다. 또한 연사로 인해 과열된 총열을 신속하게 바꿀 수 있다는 장점이 있어 휴대성, 화력, 유지보수의 면에 있어 적은 인원으로도 충분히 운용할 수 있다. 이와 같은 장점으로 인해 소규모 전투나 대테러 작전에서 유용하게 쓰일 수 있다.

## 특징

### 장점
군사전문가에 따르면, K3 경기관총의 한정의 위력은 20정의 일반소총을 합친 것과 유사한 화력을 지니고 있다. 기관총으로서는 가벼운 무게(6.86kg)와 뛰어난 화력을 바탕으로 소규모 전투 및 대테러전에서 유용하게 쓰일 수 있다.
K3 경기관총은 K2 소총과 같은 NATO 제2표준탄을 사용함으로써 탄약 보급이 수월하게 이루어질 수 있다. 5.56mm 탄약을 적용함으로써 탄환의 무게를 줄여 휴대성을 높이는 시대적인 요구에 응하였다. 그리고 한국 병사의 표준체격에 적합하도록 설계되어 기존에 운용하던 제2차 세계대전 시 독일군이 사용한 기관총을 기초로 1957년에 미국에서 개발한 M60 경기관총 보다 운용하는 데 있어 수월성을 강화하였다.

### 단점
2018년 육군 시험평가 결과를 살펴보면 K3는 57발 격발 시 1번 기능고장이 일어난다고 밝혀졌고, 2000발 격발 시험에서 6회~36회 기능고장이 일어날 정도로 고질적인 기능고장이 심각하다. 2019년에 개최된 호주 국제전투사격대회에서 대한민국 군이 국군의 기관총인 K3가 기능고장이 났고 조치도 이에 대한 적절한 조치도 이루어지지 않아 호주의 기관총을 대여하여 대회에 참여한 사실도 있었을 만큼 심각한 문제임에도 이에 대한 적절한 대응방안이 나오지 않고 있다는 점이 문제이다. 심지어 군 내부에서 탄약걸림문제를 인식하고 있다는 점이 가장 큰 문제점이다.
위 단점을 보완하기 위해서 K3 경기관총이 도입된 이래 약 30년이 지난 후 대체 무기인 K15 경기관총이 개발되었다. 

## 대응되는 북한의 무기
북한은 대한민국보다도 훨씬 앞선 1973년에 소련의 PK 기관총을 기초로 개발한 73식 대대기관총을 개발하여 운용하고 있었다. 73식 대대기관총은 7.62mm 탄약을 사용하며 무게는 10.6kg에 달하는 분대급 지원화기이다. 이후에도 북한은 소련이 AK-74를 기반으로 개량한, 5.45mm 탄약을 사용하는 RPK-74 경기관총을 분대지원화기로 도입하여 사용하였다.
|  |  |
|  |  |

대한민국 국군은 북한과 달리 분대지원화기가 없어 분대급 지원화기 측면에서는 많이 밀렸으며, 미군도 80년대 이후부터 FN 미니미, 즉 M249를 분대지원화기로 채택했기에 K3이 개발되기 이전에는 한국과 미국을 통합적으로 보았을 때 북한에게 분대급 화기로서는 밀리는 양상을 띠었다. 이러한 양상을 극복하기 위해 대한민국 국군은 대응하는 경기관총을 개발하고자 하였고, 그것이 K3 경기관총이다.
북한의 분대급 지원화기와 대한민국의 K3를 비교하자면 먼저 북한의 73식 대대기관총은 탄띠로 급탄하는 형식은 비슷하다고 할 수 있으나, 73식 대대기관총은 북한의 주력 소총인 AK-47의 탄약과 호환이 되지 않는다. 같은 7.62mm로 호환이 될 수 있을것이라고 오해 할 수 있으나, 73식 대대기관총의 탄약은 탄피도 조금 더 크며, 기관총 용의 탄약을 사용하기 때문에 엄연히 차이가 있다고 할 수 있다. 이와 반대로 K3는 K2 소총과 탄약  공유가 가능하다. 그리고 K3의 개발 배경인 무게 면에서도 73식 대대기관총의 무게가 상당하기 때문에 분대마다 M60과 같은 기관총을 들고 다닌다고 할 수 있을 정도인 반면에 K3는 경기관총이라는 이름에 걸맞게 상당히 가벼운 무게를 자랑한다.  
이후에 AK-74를 주력 소총으로 채택한 이후 AK-74를 기반으로 개량한 RPK-74 경기관총이 개발되었지만 사실상 AK-74에 거치대만 붙인 형식이기 때문에 화력 면에서 K3가 압도적으로 우세하다. 

## 한국형 미니미(M249)
벨기에의 FN사의 미니미는 미국이 개량해 미군의 분대지원화기로 도입하였으며 미국 제식명으로 M249 기관총이다.  FN 미니미는 5.56mm 탄약 사용으로 경량화된 분대지원화기로, 무게가 가벼워 휴대성이 좋고 신속한 총열교환이 장점을 가지고 있어 오늘날의 전장에서 경기관총의 시대가 도래하도록 한 장본인인 기관총이다.
|  |  |
|  |  |

K3는 FN 미니미와 외형적으로나 구조상으로 유사하다. 즉, 사실상 K3는 FN 미니미의 장점을 벤치마킹하였다. FN사가 당시 미국의 주력 소총이었던 M16과 함께 사용할 경기관총이 필요성을 느낀 후 FN 미니미를 제작했듯이, 대한민국 국군도 주력 소총인 K2와 함께 사용할 경기관총을 제작해야겠다고 생각한 것이 K3 경기관총을 개발하는 계기가 되었다. K3 경기관총은 비교적 가벼운 무게로 휴대성 및 기동성이 높아 사수 한 명이 기관총을 도수운반 할 수 있게 개발되었다.

## 같이 보기
- M60 기관총
- FN 미니미
- M249 기관총
- K15 기관총